# 德庫維特角
66°46′S 141°33′E / 66.767°S 141.550°E
德庫維特角是南極洲的海岬，位於阿黛利地，是寇松群島的西北端，在1840年1月21日由法國探險隊發現，現時由南極條約體系管理。